# Lewis McGugan
Lewis Shay McGugan (Nottingham, 25 ottobre 1988) è un ex calciatore inglese, centrocampista.

## Statistiche

### Presenze e reti nei club
Statistiche aggiornate al 7 maggio 2016
| Stagione                   | Squadra                    | Campionato                 | Campionato | Campionato | Coppe nazionali | Coppe nazionali | Coppe nazionali | Coppe continentali | Coppe continentali | Coppe continentali | Altre coppe | Altre coppe | Altre coppe | Totale | Totale |
| Stagione                   | Squadra                    | Comp                       | Pres       | Reti       | Comp            | Pres            | Reti            | Comp               | Pres               | Reti               | Comp        | Pres        | Reti        | Pres   | Reti   |
| -------------------------- | -------------------------- | -------------------------- | ---------- | ---------- | --------------- | --------------- | --------------- | ------------------ | ------------------ | ------------------ | ----------- | ----------- | ----------- | ------ | ------ |
| 2006-2007                  | Nottingham Forest          | FL1                        | 13+2       | 2+0        | FACup           | 1               | 0               | -                  | -                  | -                  | -           | -           | -           | 16     | 2      |
| 2007-2008                  | Nottingham Forest          | FL1                        | 33         | 6          | FACup           | 0               | 0               | -                  | -                  | -                  | -           | -           | -           | 33     | 6      |
| 2008-2009                  | Nottingham Forest          | FLC                        | 33         | 5          | FACup+CdL       | 3+0             | 0+0             | -                  | -                  | -                  | -           | -           | -           | 36     | 5      |
| 2009-2010                  | Nottingham Forest          | FLC                        | 18+1       | 3+0        | FACup+CdL       | 1+2             | 0+1             | -                  | -                  | -                  | -           | -           | -           | 22     | 4      |
| 2010-2011                  | Nottingham Forest          | FLC                        | 40+2       | 13+0       | FACup+CdL       | 2+1             | 0+0             | -                  | -                  | -                  | -           | -           | -           | 45     | 13     |
| 2011-2012                  | Nottingham Forest          | FLC                        | 35         | 3          | FACup+CdL       | 2+3             | 0+2             | -                  | -                  | -                  | -           | -           | -           | 40     | 5      |
| 2012-2013                  | Nottingham Forest          | FLC                        | 30         | 8          | FACup+CdL       | 1+1             | 0+0             | -                  | -                  | -                  | -           | -           | -           | 32     | 8      |
| Totale Nottingham Forrest  | Totale Nottingham Forrest  | Totale Nottingham Forrest  | 207        | 40         |                 | 16              | 3               |                    | -                  | -                  |             | -           | -           | 223    | 43     |
| 2013-2014                  | Watford                    | FLC                        | 34         | 10         | FACup+CdL       | 2+1             | 1+0             | -                  | -                  | -                  | -           | -           | -           | 37     | 11     |
| ago.-nov. 2014             | Watford                    | FLC                        | 6          | 1          | FACup+CdL       | -+1             | -+0             | -                  | -                  | -                  | -           | -           | -           | 7      | 1      |
| Totale Watford             | Totale Watford             | Totale Watford             | 40         | 11         |                 | 4               | 1               |                    | -                  | -                  |             | -           | -           | 44     | 12     |
| nov. 2014-2015             | Sheffield Weds             | FLC                        | 22         | 3          | FACup+CdL       | 0+-             | 0+-             | -                  | -                  | -                  | -           | -           | -           | 22     | 3      |
| 2015-2016                  | Sheffield Weds             | FLC                        | 13         | 3          | FACup+CdL       | 1+3             | 2+1             | -                  | -                  | -                  | -           | -           | -           | 17     | 6      |
| Totale Sheffield Wednesday | Totale Sheffield Wednesday | Totale Sheffield Wednesday | 35         | 6          |                 | 4               | 3               |                    | -                  | -                  |             | -           | -           | 39     | 9      |
| Totale carriera            | Totale carriera            | Totale carriera            | 282        | 57         |                 | 24              | 7               |                    | -                  | -                  |             | -           | -           | 306    | 64     |